# Rusăneștii de Sus
Rusăneștii de Sus – wieś w Rumunii, w okręgu Aluta, w gminie Voineasa. W 2011 roku liczyła 260 mieszkańców. 